# Mariann Domonkos
Mariann Domonkos (Budapeste, 12 de fevereiro de 1958) é uma mesa-tenista húngara naturalizada canadense, campeã individual dos Jogos Pan-americanos de 1979. É casada com o atual presidente da ITTF, Adham Sharara.